# Bumba horrida
Espèce
Synonymes
- Paraphysa horrida Schmidt, 1994
- Iracema horrida (Schmidt, 1994)
- Iracema cabocla Pérez-Miles, 2000
- Maraca cabocla (Pérez-Miles, 2000)
- Bumba cabocla (Pérez-Miles, 2000)

Bumba horrida est une espèce d'araignées mygalomorphes de la famille des Theraphosidae.

## Distribution
Cette espèce se rencontre au Brésil au Roraima et en Amazonas et au Venezuela en Amazonas,.

## Description
Les mâles mesurent de 25 à 45 mm et les femelles jusqu'à 50 mm.
Le mâle décrit par Bertani et Carla-da-Silva en 2003 mesure 43,9 mm et la femelle 52,5 mm.

## Systématique et taxinomie
Cette espèce a été décrite sous le protonyme Paraphysa horrida par Schmidt en 1994. Elle est placée dans le genre Iracema par Bertani et Carla-da-Silva en 2003.
Iracema cabocla a été placée en synonymie par Lucas, Passanha et Brescovit en 2020.

## Publication originale
- Schmidt, 1994 : Eine neue Paraphysa-Art aus Brasilien (Araneida: Theraphosidae: Theraphosinae), Paraphysa horrida sp. n. Arachnologisches Magazin, vol. 2, no 12, p. 1-7.